# Fokstrot

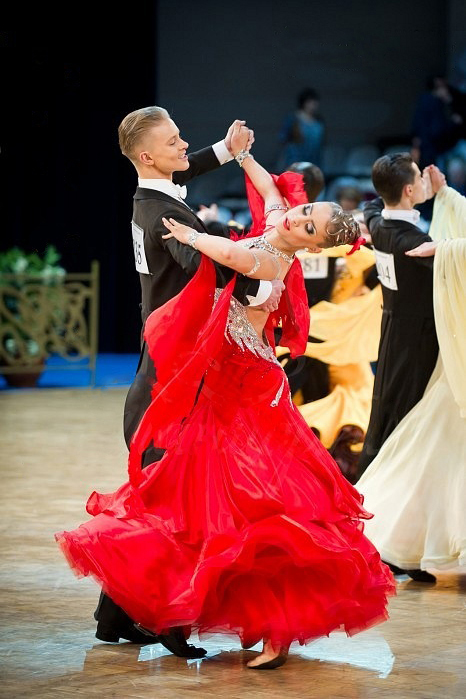
Foxtrot

Fokstrot, foxtrot – amerykański taniec towarzyski, dotarł do Europy ok. 1918 roku; metrum parzyste, rytm synkopowany, tempo szybkie. Słowo „foxtrot” oznacza kłus lisa – pochodzi od nazwiska aktora Harry'ego Foxa, który wprowadził do tego tańca kroki kłusujące. Foxtrot uważany jest za jeden z najtrudniejszych tańców i nazywany „najtrudniejszym spacerem świata”.
Odmiany fokstrota to: Slow-fox i Quickstep.
Metrum: 4/4
Tempo: 30-32 taktów na minutę, co daje 120 BPM (4 razy 30).
Wydatek energetyczny podczas tańczenia fokstrota wynosi 0,65 kcal/kg masy ciała/10 min.

## Zarys historii
Twórcą fokstrota był Amerykanin Harry Fox, aktor, który w 1913 roku wprowadził na scenę teatru pewną ilość specyficznych kroków dotąd nie spotykanych w balecie określanych mianem „Fox's Trot”. Na początku fokstrot był tańcem dowolnym, bez ściśle określonych reguł. Taniec ten dawał tańczącym odprężenie, nie nastręczał trudności, tancerze poruszali się w praktycznie dowolny sposób. Jednakże w 1914 roku amerykański związek nauczycieli tańca ustalił pierwsze zasady tańczenia fokstrota, wprowadzono podział na kroki wolne i szybkie tańczone po linii prostej lub w obrotach w prawo. Taniec ten w dalszym ciągu był rozwijany przez angielskich nauczycieli tańca, którzy wzbogacili fokstrota o kroki boczne i określili rytm tych kroków: wolno, wolno, szybko, szybko.

## Postawa taneczna
Typowa postawa do tańców standardowych (z wyjątkiem tanga). Partner ze swoją partnerką ustawiają się naprzeciwko siebie, przy czym są przesunięci, tak, że każdy na wprost swojej głowy ma prawe ramię partnera. Przesunięcie to po pierwsze umożliwia łatwiejsze wykonywanie obrotów, po drugie powoduje, że prawa noga wchodzi między nogi partnera a lewa na zewnątrz jego nóg, przez co partnerzy nie zderzają się kolanami. Postawa jest naturalnie wyprostowana, partnerzy stykają się biodrami, twarze (zwłaszcza partnerki) zwrócone lekko w lewo, głowy uniesione. Partnerka dodatkowo nieznacznie odchyla tułów w lewą stronę. Prawa dłoń tancerza (palce razem złączone) znajduje się w okolicach lewej łopatki tancerki. Lewa dłoń partnerki na ramieniu partnera. Pozostałe ręce połączone unoszą się na wysokość głowy tancerki, tworząc w łokciach kąt ok. 120-140 stopni. Ramiona opuszczone swobodnie w dół, łopatki ściągnięte do tyłu. Łokcie w przybliżeniu na wysokości ramion. Linia prosta przechodząca przez łokcie i ramiona jest pozioma.

## Rytm
Kroki mogą być wolne (S=1/2 taktu), szybkie (Q=1/4 taktu) i bardzo szybkie (1/8 taktu, rozliczane jako quick-and-quick). Podstawowy krok (Feather step – Three step) tańczony jest w tempie (SQQSQQ), przy czym można zaczynać w różnych częściach taktu (dla par początkujących najłatwiej będzie zacząć na raz). Bardziej zaawansowane figury są tańczone w zasadzie każda w innym rytmie.

## Technika
Podobnie jak wszystkie tańce standardowe (z wyj. tzw. stylu amerykańskiego), fokstrota tańczymy w trzymaniu zamkniętym.
Najważniejszą cechą fokstrota jest połączenie otwartych figur z akcją swingową (akcja swingowa to przyspieszenia spowodowane swobodnym puszczaniem ciała, ruchem podobnym do wahadła w zegarze. Otwarte figury oznaczają, że na koniec taktu nie łączymy razem nóg, w przeciwieństwie do np. walca i nie ma w fokstrocie zatrzymań ruchu postępowego). Swing (przyspieszenie w ciele) jest w wolnym kroku, nie w szybkim. Dzięki temu para tańcząca fokstrota sprawia wrażenie, jakoby opadała podczas przyspieszeń akcji swingowej, a unosiła się podczas jej zatrzymań. Efekt wydłużenia kroku uzyskuje się poprzez wciśnięcie stopy w parkiet, przerolowanie od pięt do palców i odbicie się od parkietu.
Fokstrot ma charakter progresywny, częściej partner idzie do przodu, a partnerka do tyłu.
Kroki do przodu na ogół stawia się od pięty w wolnych krokach, a od palców w szybkich (są wyjątki), podobnie, jak w pozostałych tańcach swingowych (to zresztą samo wychodzi naturalnie) i podobnie też nogi zaczynają ruch od biodra – także w krokach do tyłu (tylko w tangu od kolan).
Wiele figur jest wspólnych dla fokstrota i walca angielskiego (tylko ze zmienionym rozliczeniem), niektóre są wspólne dla fokstrota i quickstepa.